# Saint-Merd-les-Oussines
Saint-Merd-les-Oussines (Sent Merd en occitan) est une commune française située dans le département de la Corrèze en région Nouvelle-Aquitaine. Les habitants de Saint-Merd-les-Oussines sont nommés les Saint-Mercantois et les Saint-Mercantoises.

## Géographie

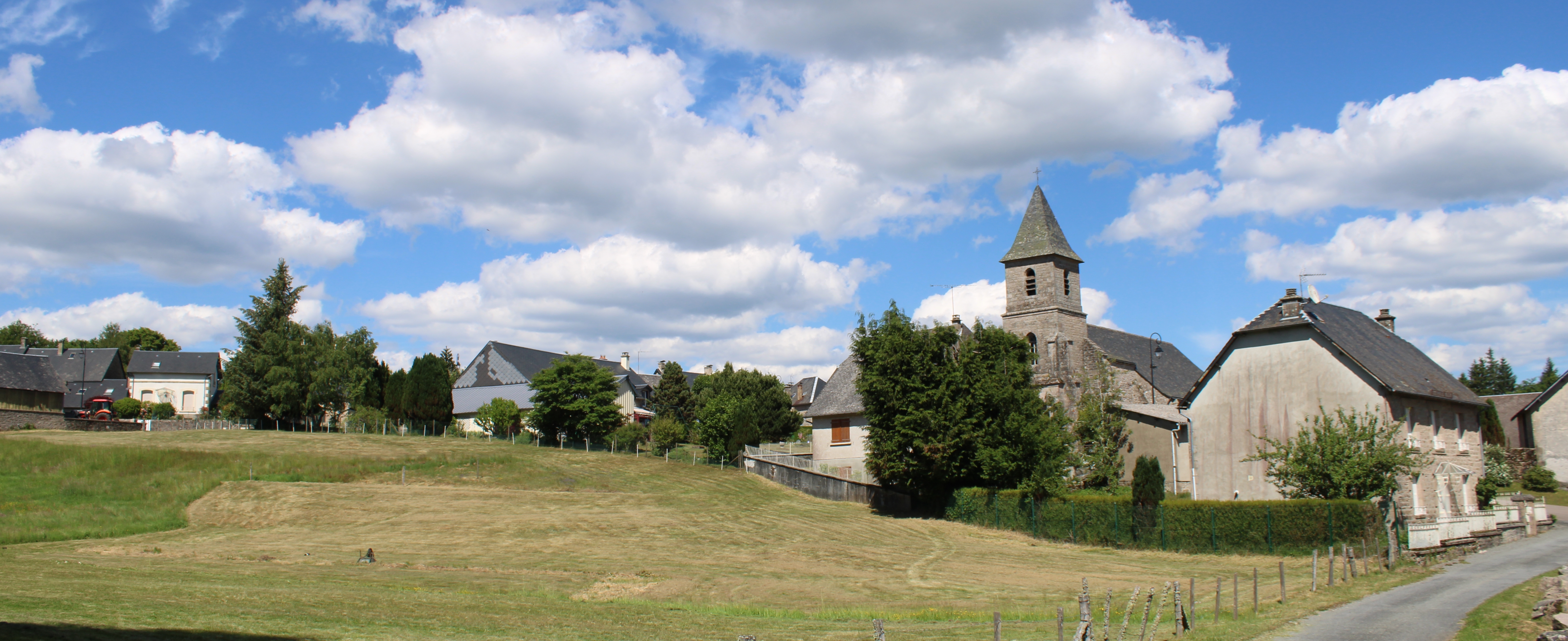
Panorama du village.

Commune du Massif central située dans le site typique du plateau de Millevaches. Landes et bois. Hêtres et résineux.
Commune arrosée par la Vézère, l'Ars et son affluent, le ruisseau des Maisons.

### Localisation

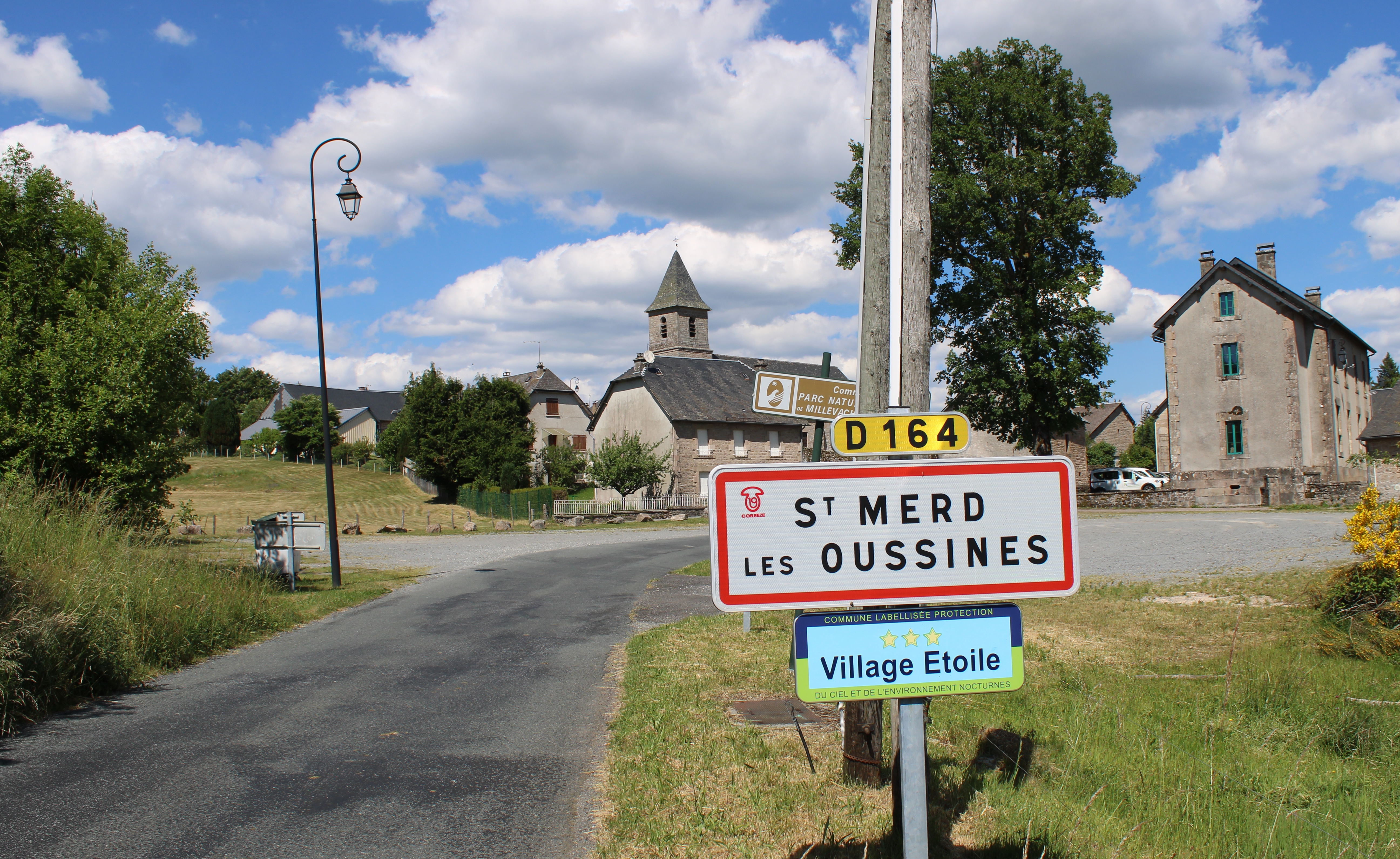
Entrée du village.

Les communes limitrophes sont  Bugeat, Chavanac, Meymac, Millevaches, Peyrelevade, Pérols-sur-Vézère et Tarnac.

### Climat
Pour des articles plus généraux, voir Climat de la Nouvelle-Aquitaine et Climat de la Corrèze.
Historiquement, la commune est exposée à un climat montagnard.  
En 2020, Météo-France publie une typologie des climats de la France métropolitaine dans laquelle la commune est exposée à un climat de montagne et est dans la région climatique  Ouest et nord-ouest du Massif Central, caractérisée par une pluviométrie annuelle de 900 à 1 500 mm, maximale en automne et en hiver.
Pour la période 1971-2000, la température annuelle moyenne est de 8,8 °C, avec  une amplitude thermique annuelle de 14,4 °C. Le cumul annuel moyen de précipitations est de 1 370 mm, avec 14,9 jours de précipitations en janvier et 8,9 jours en juillet. Pour la période 1991-2020, la température moyenne annuelle observée sur la station météorologique la plus proche, située sur la commune de Peyrelevade à 8 km à vol d'oiseau, est de 9,2 °C et le cumul annuel moyen de précipitations est de 1 338,6 mm,. Pour l'avenir, les paramètres climatiques de la commune estimés pour 2050 selon différents scénarios d’émission de gaz à effet de serre sont consultables sur un site dédié publié par Météo-France en novembre 2022.

## Urbanisme

### Typologie
Au 1er janvier 2024, Saint-Merd-les-Oussines est catégorisée commune rurale à habitat très dispersé, selon la nouvelle grille communale de densité à 7 niveaux définie par l'Insee en 2022.
Elle est située hors unité urbaine et hors attraction des villes,.

### Occupation des sols
L'occupation des sols de la commune, telle qu'elle ressort de la base de données européenne d’occupation biophysique des sols Corine Land Cover (CLC), est marquée par l'importance des forêts et milieux semi-naturels (67,1 % en 2018), en diminution par rapport à 1990 (69,2 %). La répartition détaillée en 2018 est la suivante : 
forêts (42,4 %), milieux à végétation arbustive et/ou herbacée (24,7 %), prairies (20,7 %), zones agricoles hétérogènes (11,1 %), terres arables (0,9 %), zones humides intérieures (0,2 %).
L'évolution de l’occupation des sols de la commune et de ses infrastructures peut être observée sur les différentes représentations cartographiques du territoire : la carte de Cassini (XVIIIe siècle), la carte d'état-major (1820-1866) et les cartes ou photos aériennes de l'IGN pour la période actuelle (1950 à aujourd'hui).

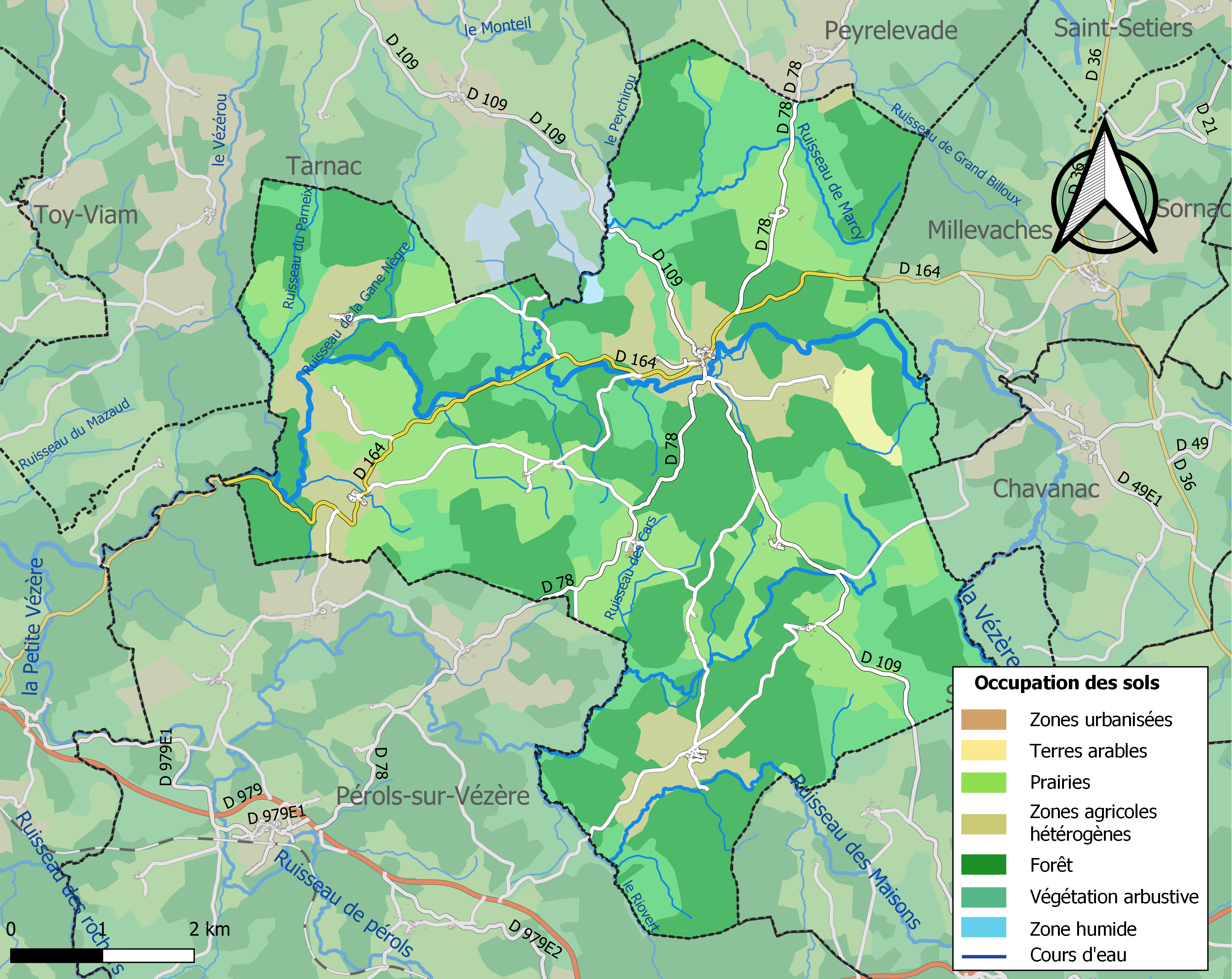
Carte des infrastructures et de l'occupation des sols de la commune en 2018 (CLC).

### Risques majeurs
Le territoire de la commune de Saint-Merd-les-Oussines est vulnérable à différents aléas naturels : météorologiques (tempête, orage, neige, grand froid, canicule ou sécheresse), feux de forêts et séisme (sismicité très faible). Il est également exposé à un risque particulier : le risque de radon. Un site publié par le BRGM permet d'évaluer simplement et rapidement les risques d'un bien localisé soit par son adresse soit par le numéro de sa parcelle.

#### Risques naturels

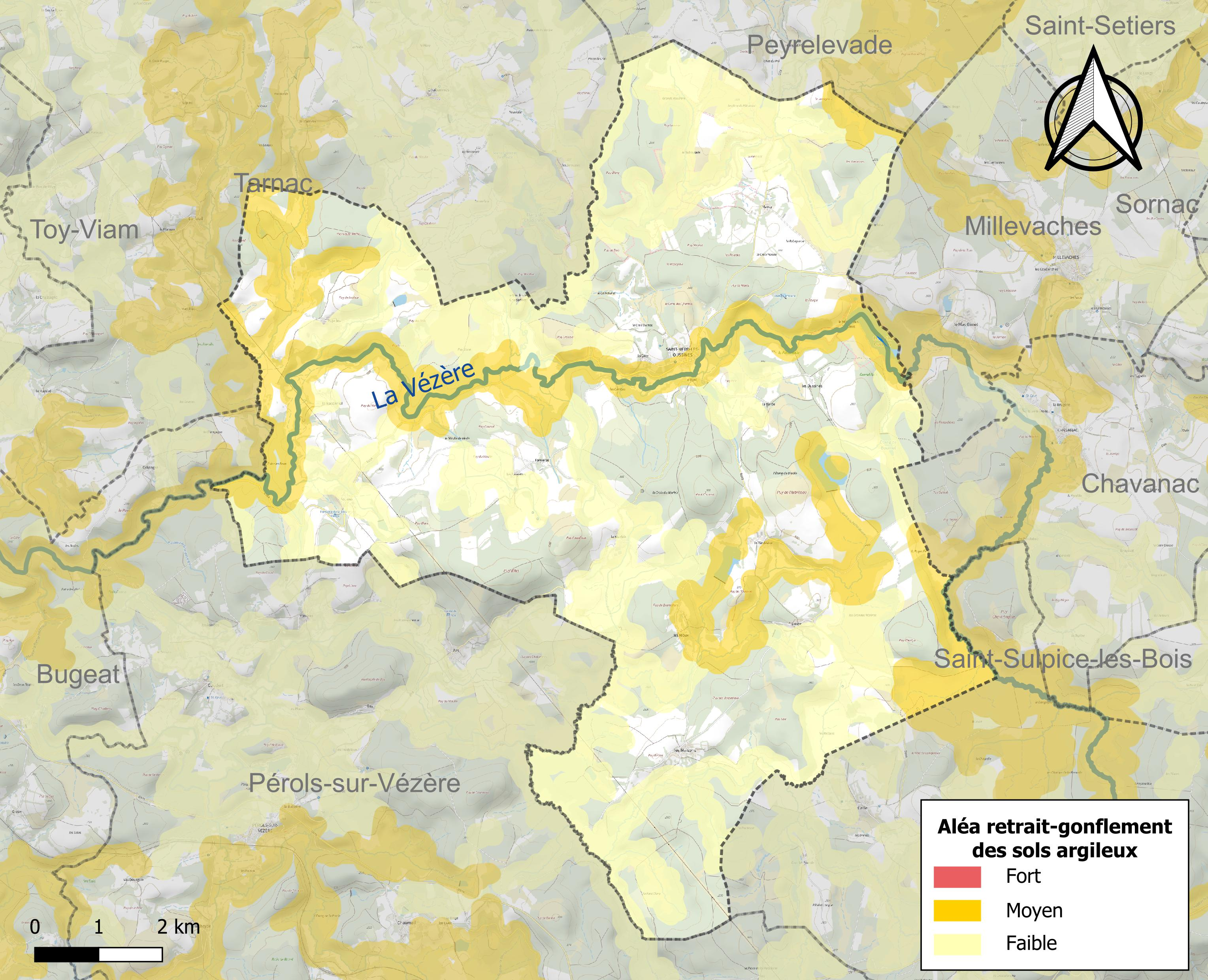
Carte des zones d'aléa retrait-gonflement des sols argileux de Saint-Merd-les-Oussines.

Le retrait-gonflement des sols argileux est susceptible d'engendrer des dommages importants aux bâtiments en cas d’alternance de périodes de sécheresse et de pluie. 20,1 % de la superficie communale est en aléa moyen ou fort (26,8 % au niveau départemental et 48,5 % au niveau national). Sur les 146 bâtiments dénombrés sur la commune en 2019,  54 sont en aléa moyen ou fort, soit 37 %, à comparer aux 36 % au niveau départemental et 54 % au niveau national. Une cartographie de l'exposition du territoire national au retrait gonflement des sols argileux est disponible sur le site du BRGM,.
Concernant les feux de forêt, aucun plan de prévention des risques incendie de forêt (PPRIF) n’a été établi en Corrèze, néanmoins le code de l’urbanisme impose la prise en compte des risques dans les documents d’urbanisme. Le périmètre des servitudes d'utilité publique et des zones d'obligation légale de débroussaillement pour les particuliers est quant à lui défini pour la commune dans une carte dédiée. 

#### Risque particulier
Dans plusieurs parties du territoire national, le radon, accumulé dans certains logements ou autres locaux, peut constituer une source significative d’exposition de la population aux rayonnements ionisants. Certaines communes du département sont concernées par le risque radon à un niveau plus ou moins élevé. Selon la classification de 2018, la commune de Saint-Merd-les-Oussines est classée en zone 3, à savoir zone à potentiel radon significatif. 

## Histoire

### Les Hospitaliers

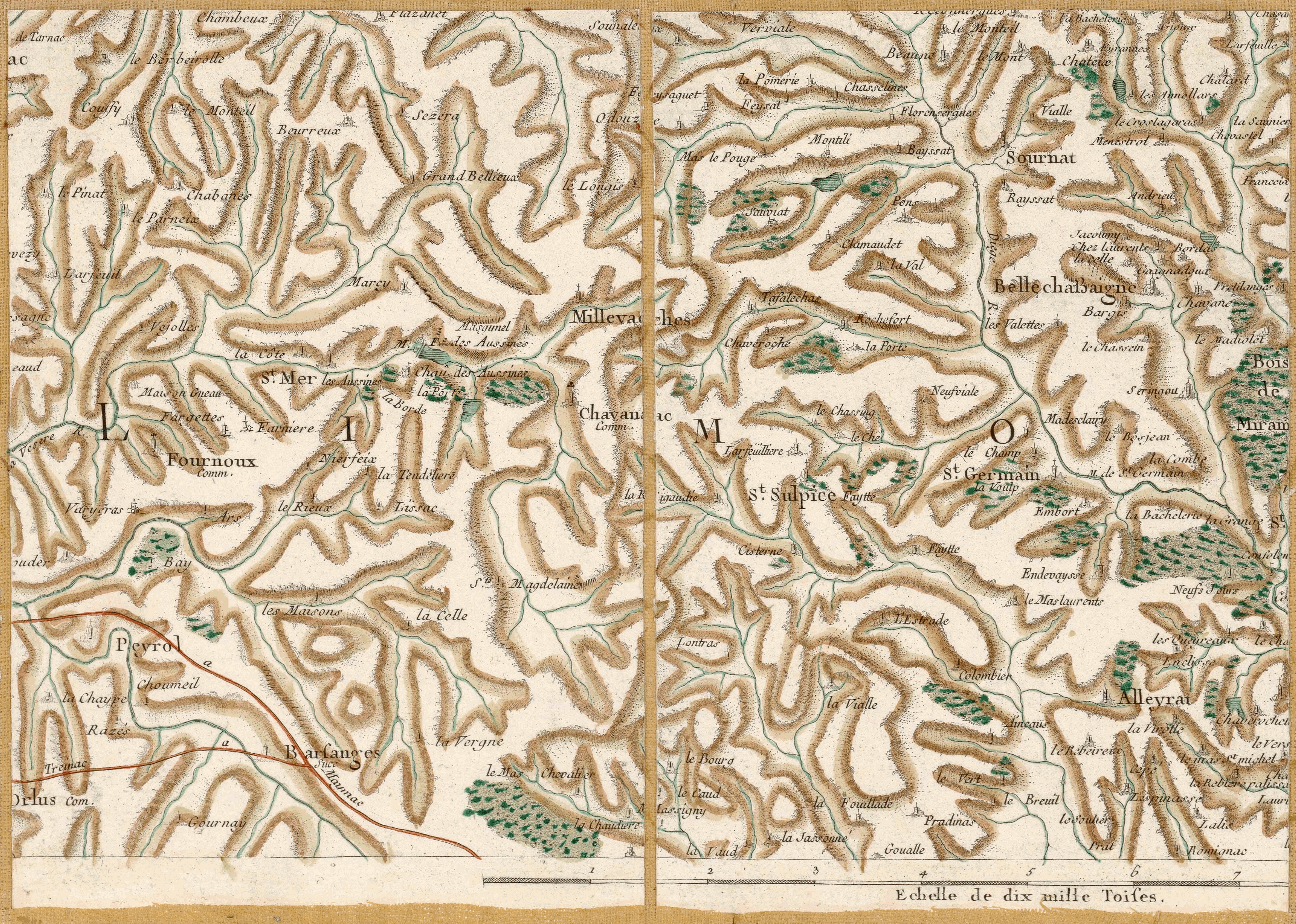
Carte de Cassini en Haute-Corrèze (Plateau de Millevaches).

Saint-Merd-de-Moinache figure parmi les membres de la commanderie de Bellechassagne avant la Révolution française. On peut ajouter à cette possession de l'ordre de Saint-Jean de Jérusalem, Fournol au sud-est de la commune qui était membre de la commanderie de La Vinadière. Lavinadière fut d'abord une commanderie de l'ordre canonial régulier du Saint-Sépulcre absorbé en 1489 par les Hospitaliers, le tout faisant partie du grand prieuré d'Auvergne. Fournol est indiqué en tant que commanderie sur la carte de Cassini : La commanderie de Fournoux.

### Toponymie
Vers 1315, le nom de la ville était Sancti Medardi de Chabanes avant de devenir Saint Merd les Aussines en Bas-Limousin puis Saint-Merd-les-Oussines.
- Saint Merd est la déformation de saint Médard de Noyon,
- Oussines, de l'ancien occitan absina, « terre inculte, terre non cultivée » et en occitan du Bas Limousin aussar qui signifie « négliger, en parlant d'un champ qu'on laisse inculte ».

## Politique et administration

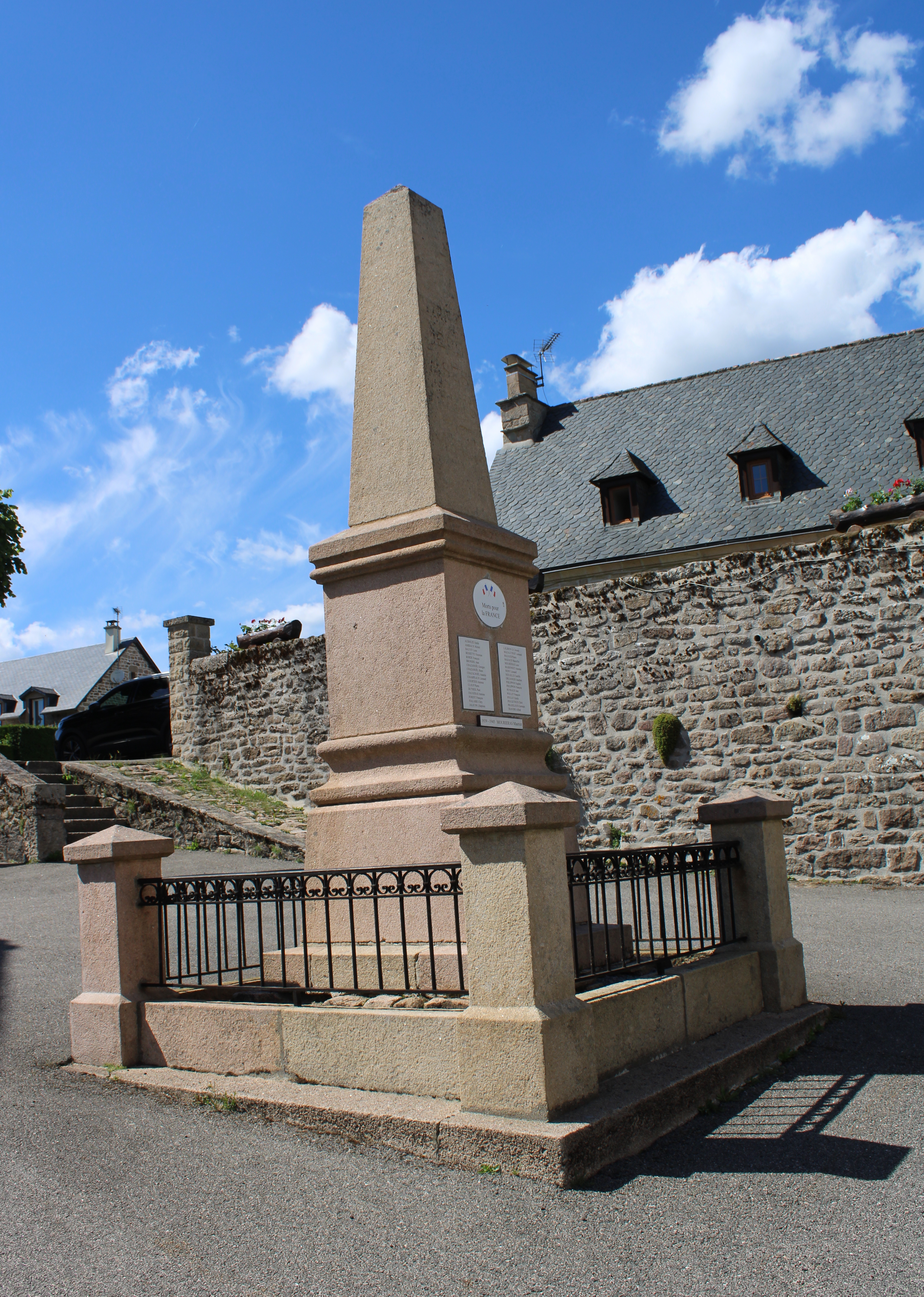
Le monument aux morts.

| Période    | Période  | Identité         | Étiquette | Qualité       |
| ---------- | -------- | ---------------- | --------- | ------------- |
| avant 1981 | ?        | Jacques Ambiaux  | PCF       |               |
| mars 2001  | 2014     | René Courteix    |           |               |
| mars 2014  | mai 2020 | Françoise Hayma  | DVG       | Fonctionnaire |
| mai 2020   | En cours | Baptiste Galland | DVD       |               |

## Démographie
| 1793 | 1800 | 1806 | 1821 | 1831 | 1836 | 1841 | 1846 | 1851 |
| ---- | ---- | ---- | ---- | ---- | ---- | ---- | ---- | ---- |
| 405  | 403  | 356  | 589  | 603  | 614  | 691  | 741  | 756  |

| 1856 | 1861 | 1866 | 1872 | 1876 | 1881 | 1886 | 1891 | 1896 |
| ---- | ---- | ---- | ---- | ---- | ---- | ---- | ---- | ---- |
| 730  | 766  | 786  | 800  | 840  | 863  | 907  | 831  | 849  |

| 1901 | 1906 | 1911 | 1921 | 1926 | 1931 | 1936 | 1946 | 1954 |
| ---- | ---- | ---- | ---- | ---- | ---- | ---- | ---- | ---- |
| 845  | 811  | 806  | 543  | 681  | 626  | 615  | 335  | 283  |

| 1962 | 1968 | 1975 | 1982 | 1990 | 1999 | 2006 | 2011 | 2016 |
| ---- | ---- | ---- | ---- | ---- | ---- | ---- | ---- | ---- |
| 225  | 180  | 153  | 137  | 114  | 112  | 120  | 131  | 130  |

| 2021 | 2022 | - | - | - | - | - | - | - |
| ---- | ---- | - | - | - | - | - | - | - |
| 116  | 109  | - | - | - | - | - | - | - |

## Lieux et monuments
La commune compte trois monuments historiques :
- Les ruines gallo-romaines des Cars : villa et monuments funéraires. Fouilles et mise en valeur par Marius Vazeilles. Objets au musée Vazeilles de Meymac. Les vestiges ont été classés par arrêté du 11 septembre 1935[25].
- L'ancien presbytère, édifié au XVIIe siècle, inscrit par arrêté du 13 décembre 1978[26].
- Un enfeu médiéval, adossé à l'église, classé par arrêté du 13 avril 1929[27].
- Église Saint-Médard de Saint-Merd-les-Oussines. Elle est inscrite à l'Inventaire général du patrimoine culturel[28].

De plus, dans l'église paroissiale, se trouve le gisant de Saint-Merd-les-Oussines, classé au titre objet par arrêté du 5 septembre 1969.

La chapelle Notre-Dame du hameau de Fournol
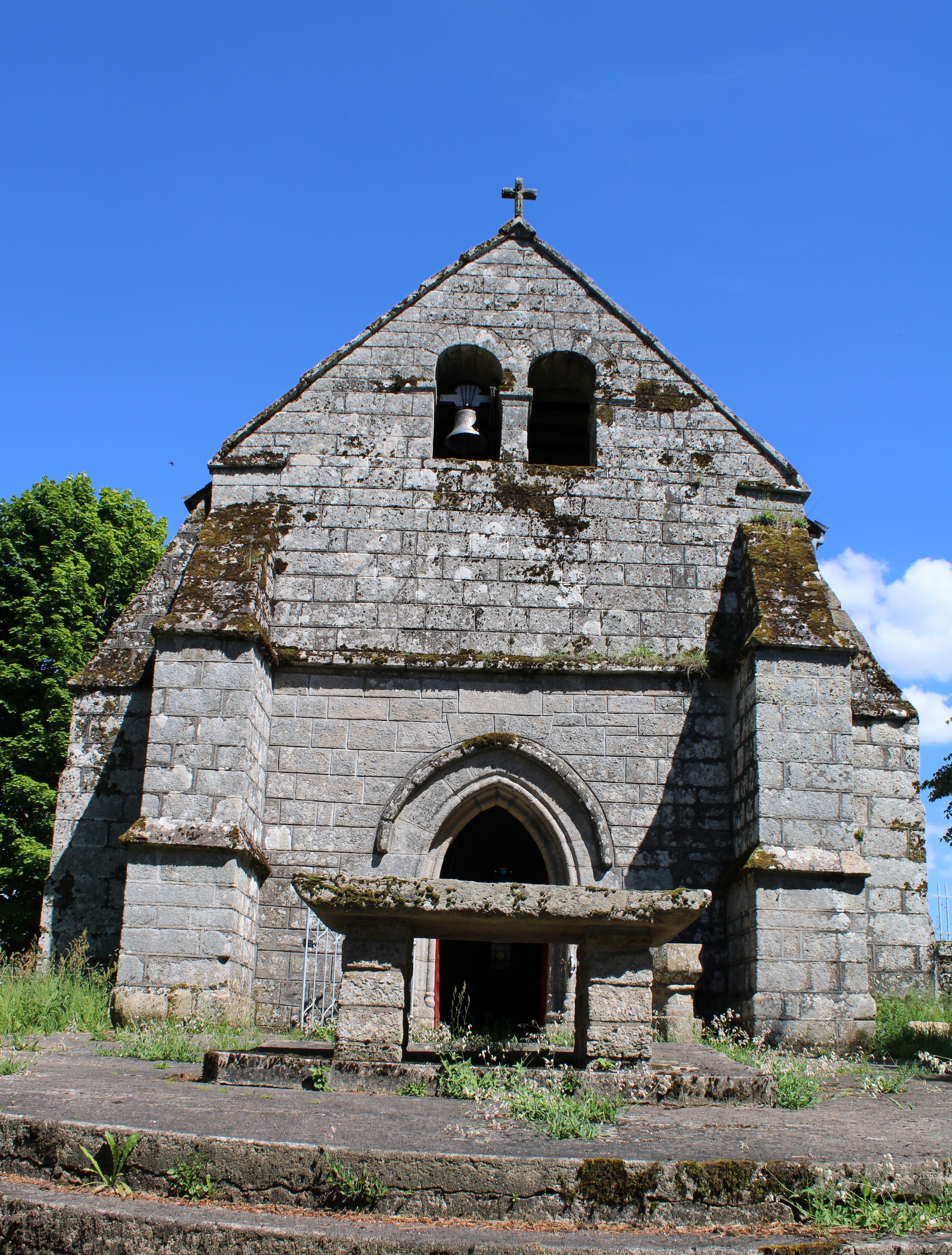
La façade et l'autel extérieur.
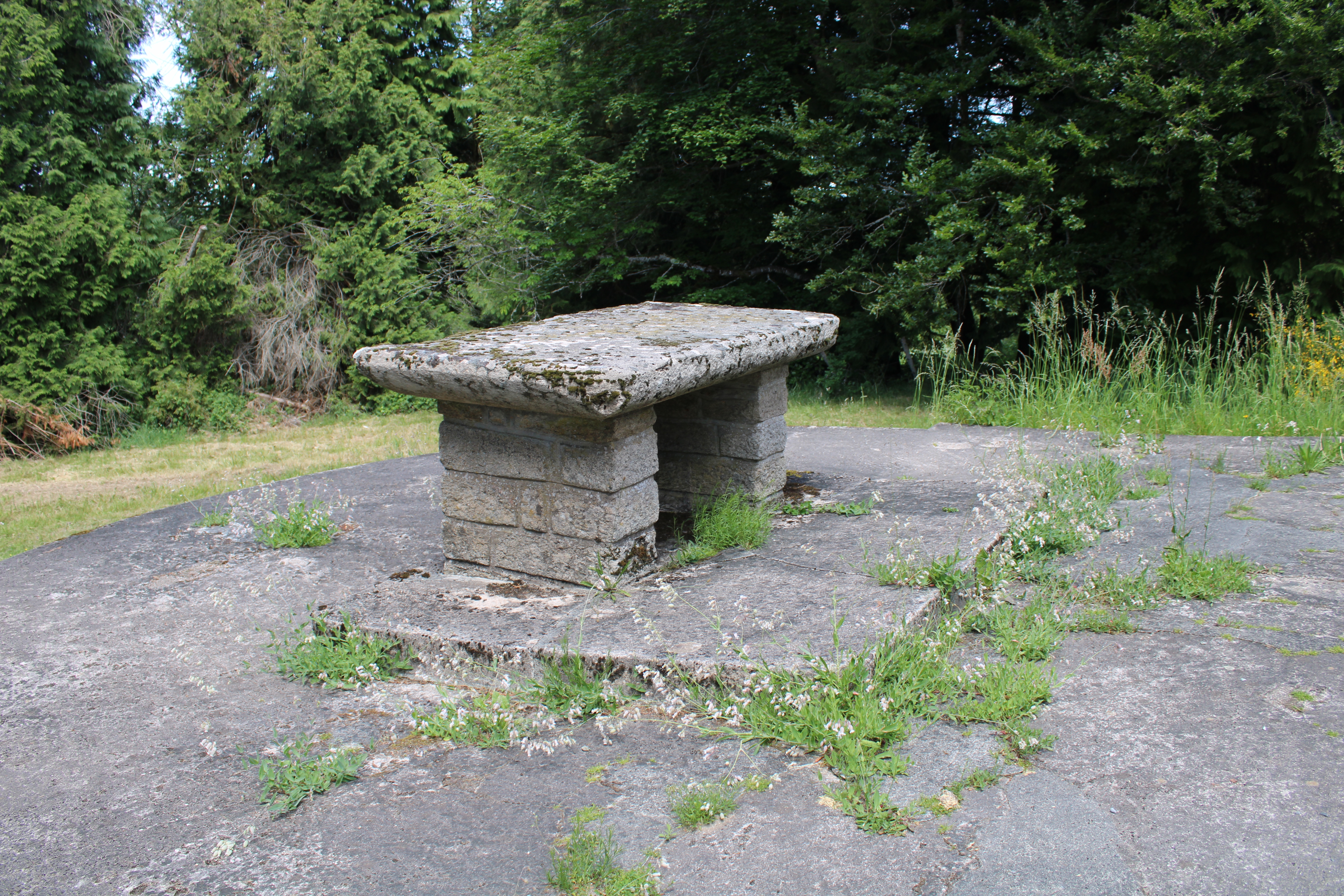
L'autel extérieur.
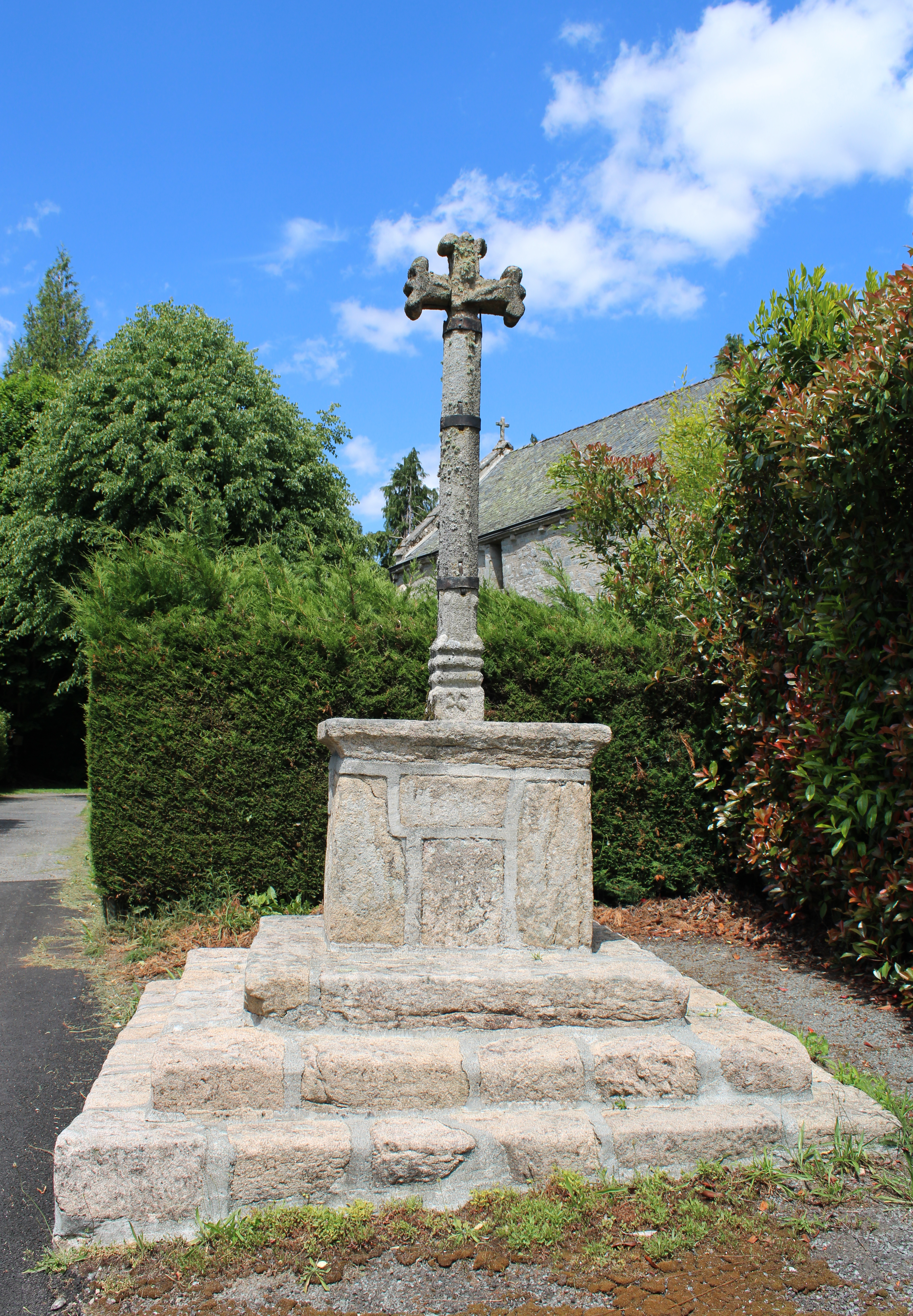
Le calvaire.
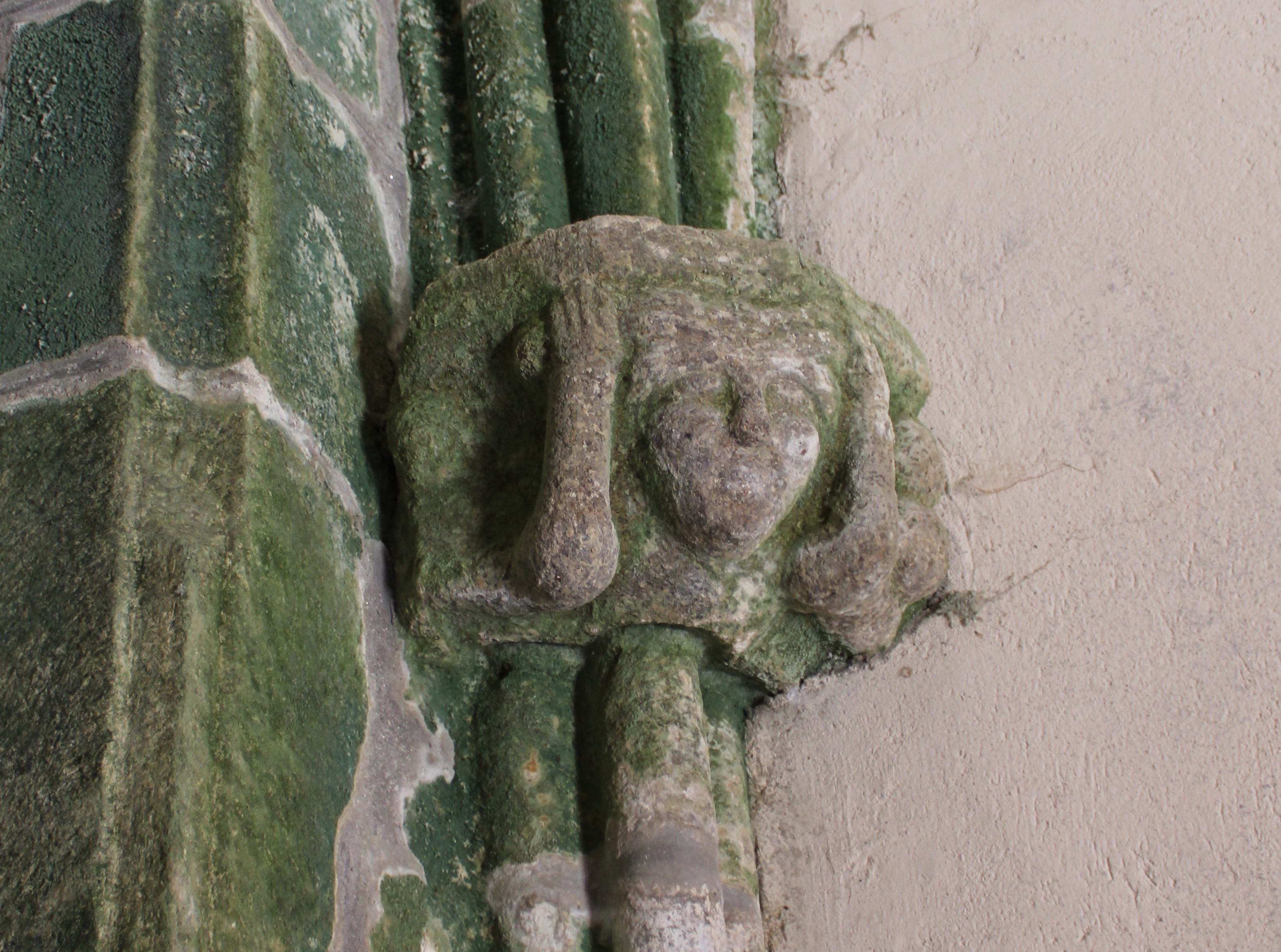
Cul-de-lampe sculpté.
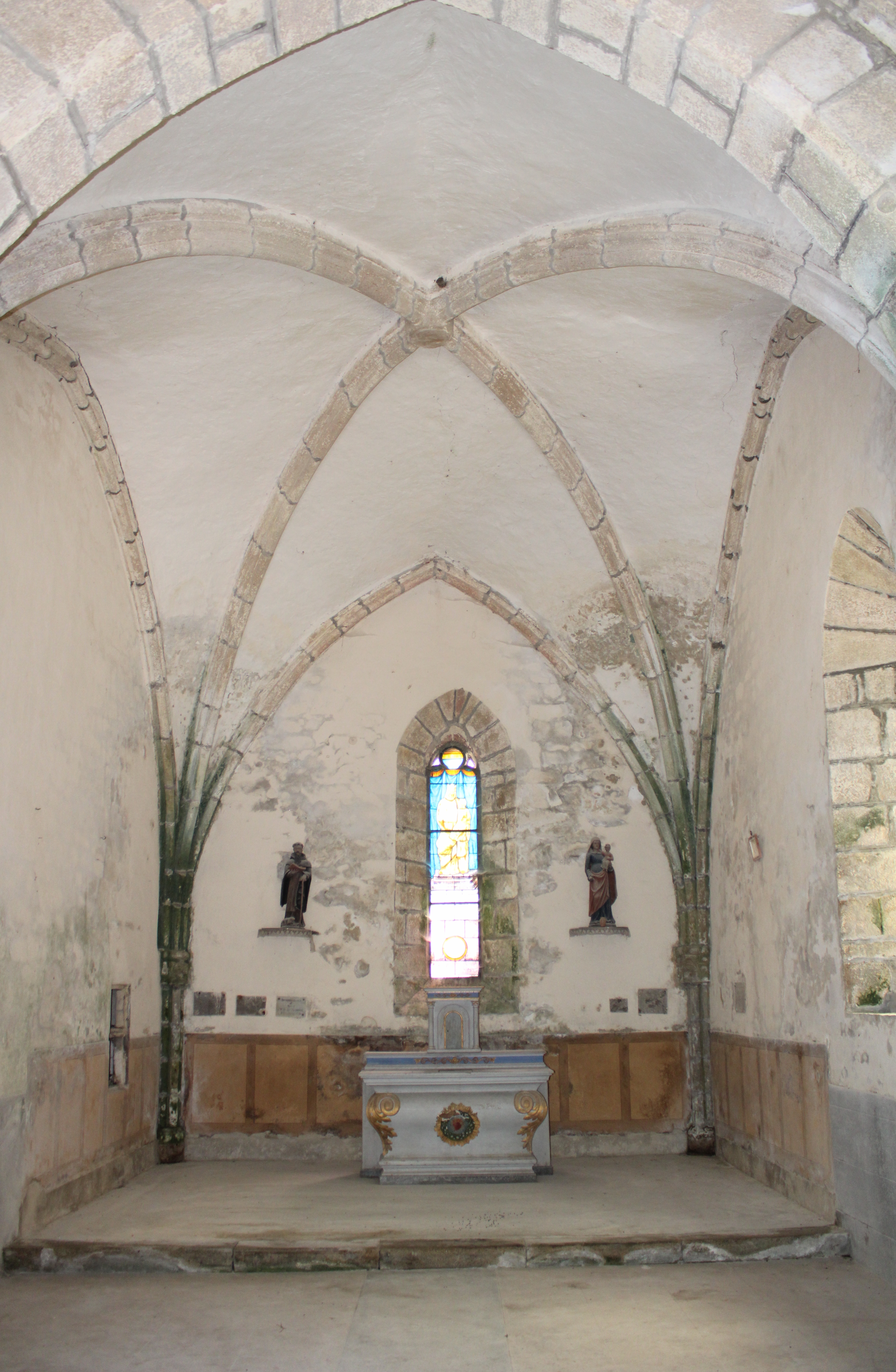
Le chœur.

Monuments de Saint-Merd-les-Oussines
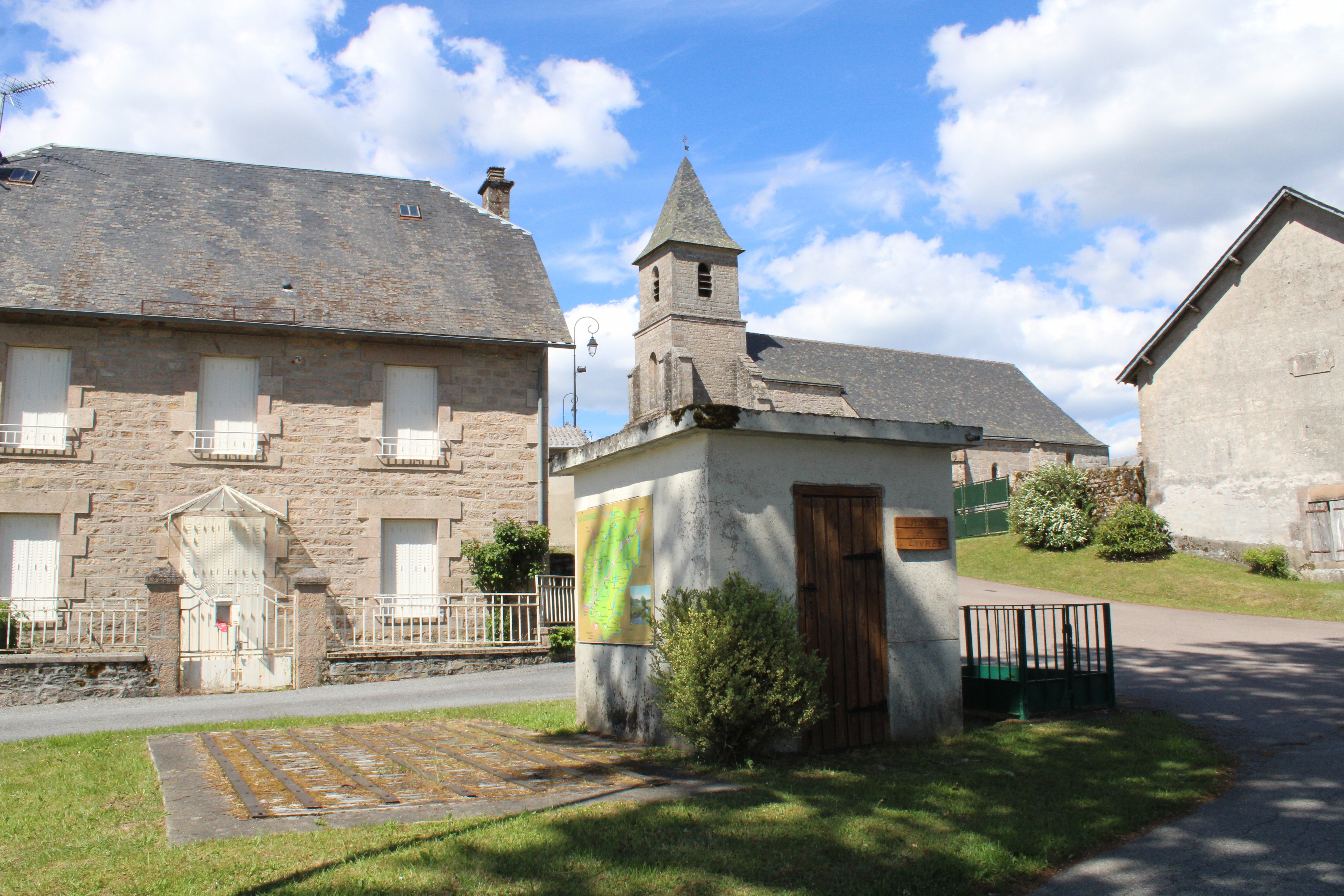
Ancienne bascule devenue boîte à livres.
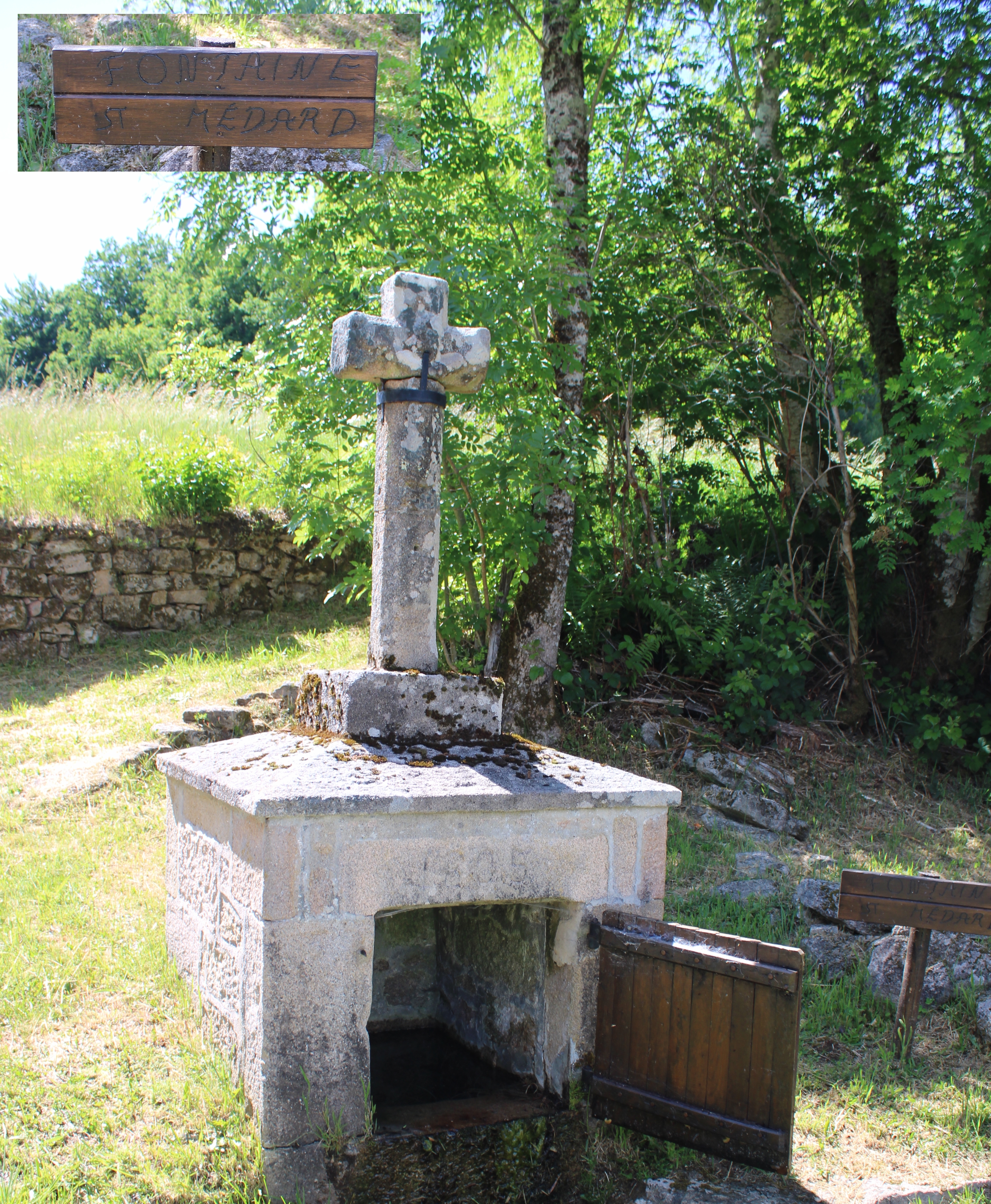
La fontaine Saint-Médard.
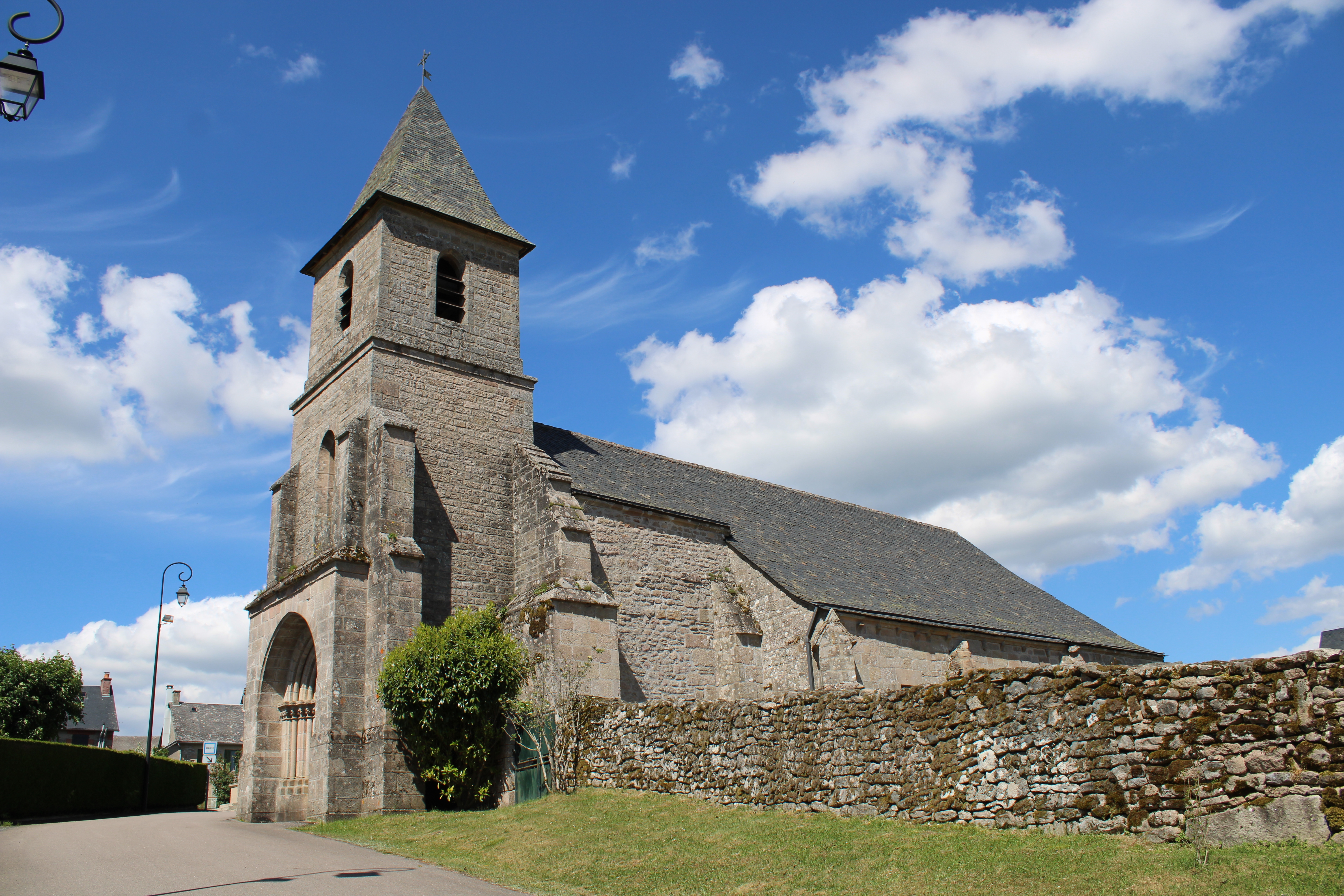
L'église Saint-Médard.
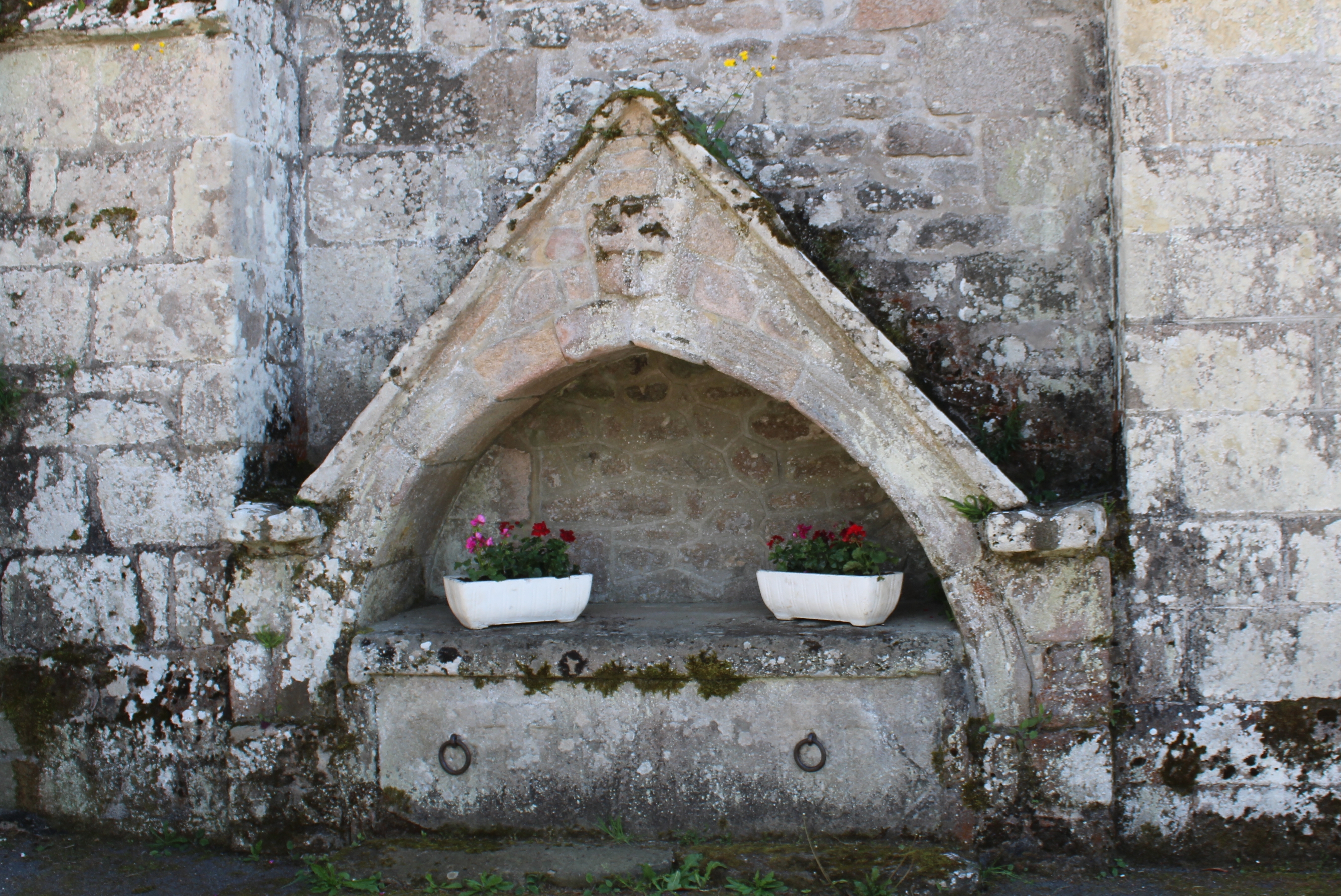
Enfeu extérieur de l'église classé M.H.
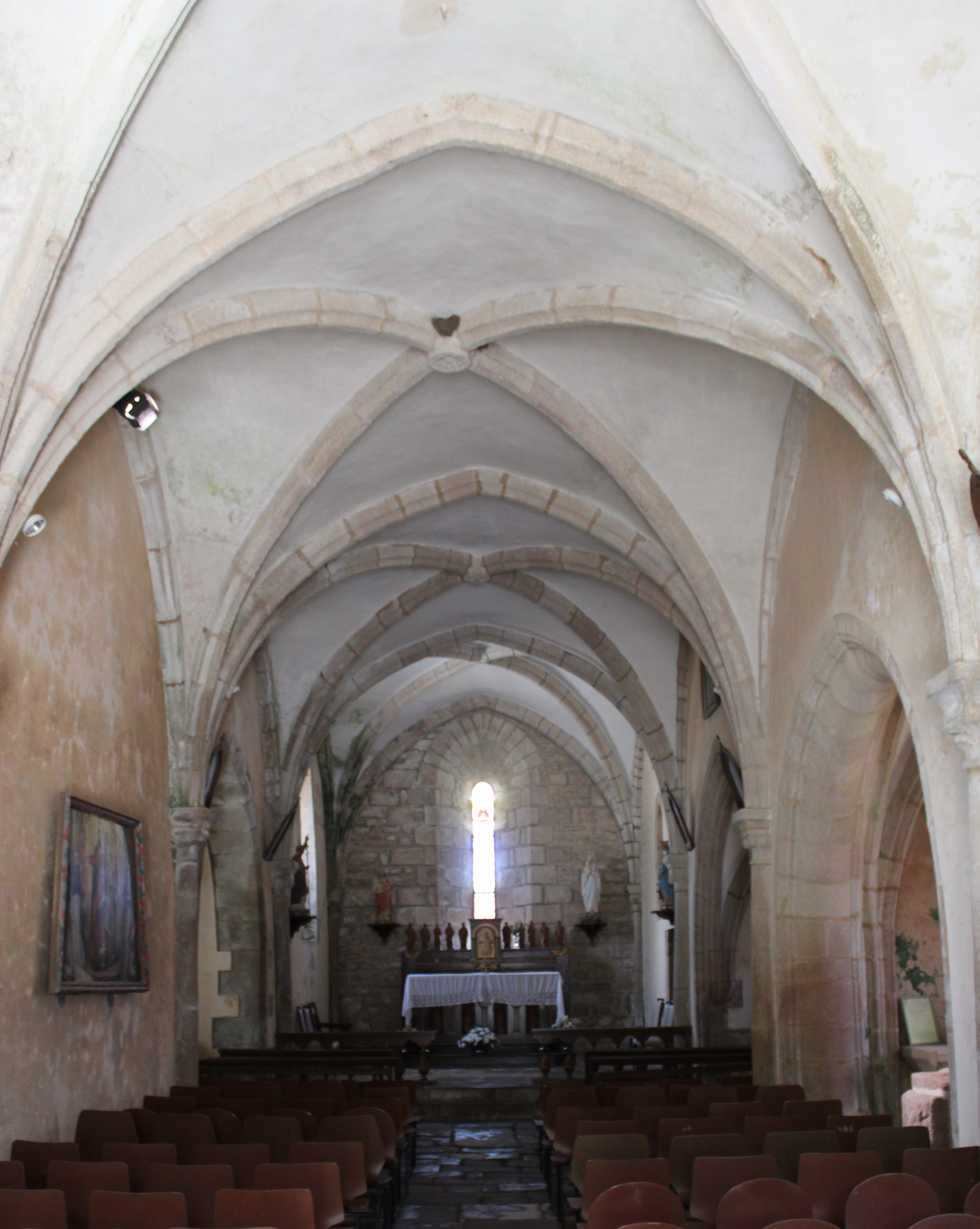
La nef de l'église.
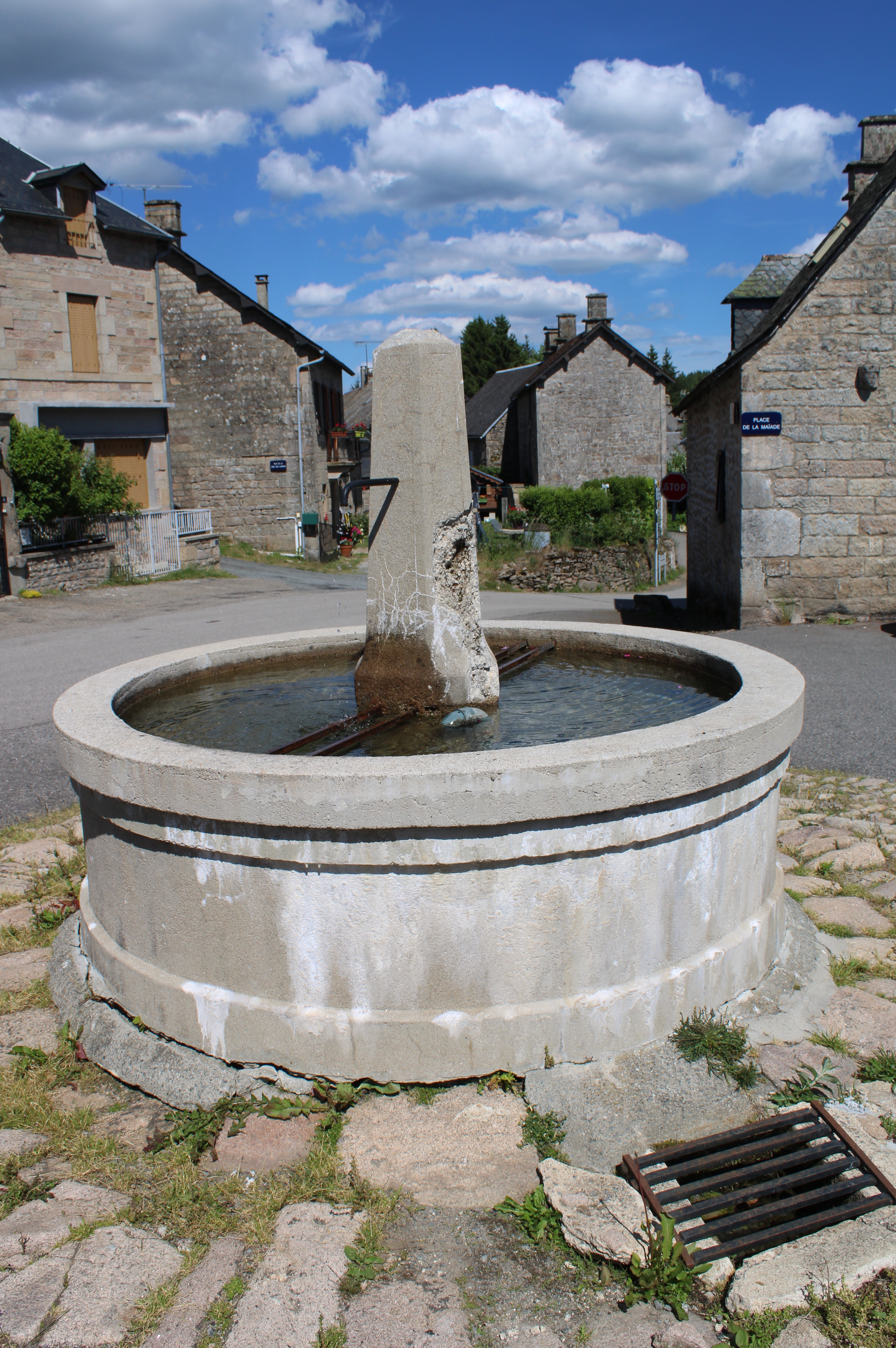
La fontaine de la mairie.
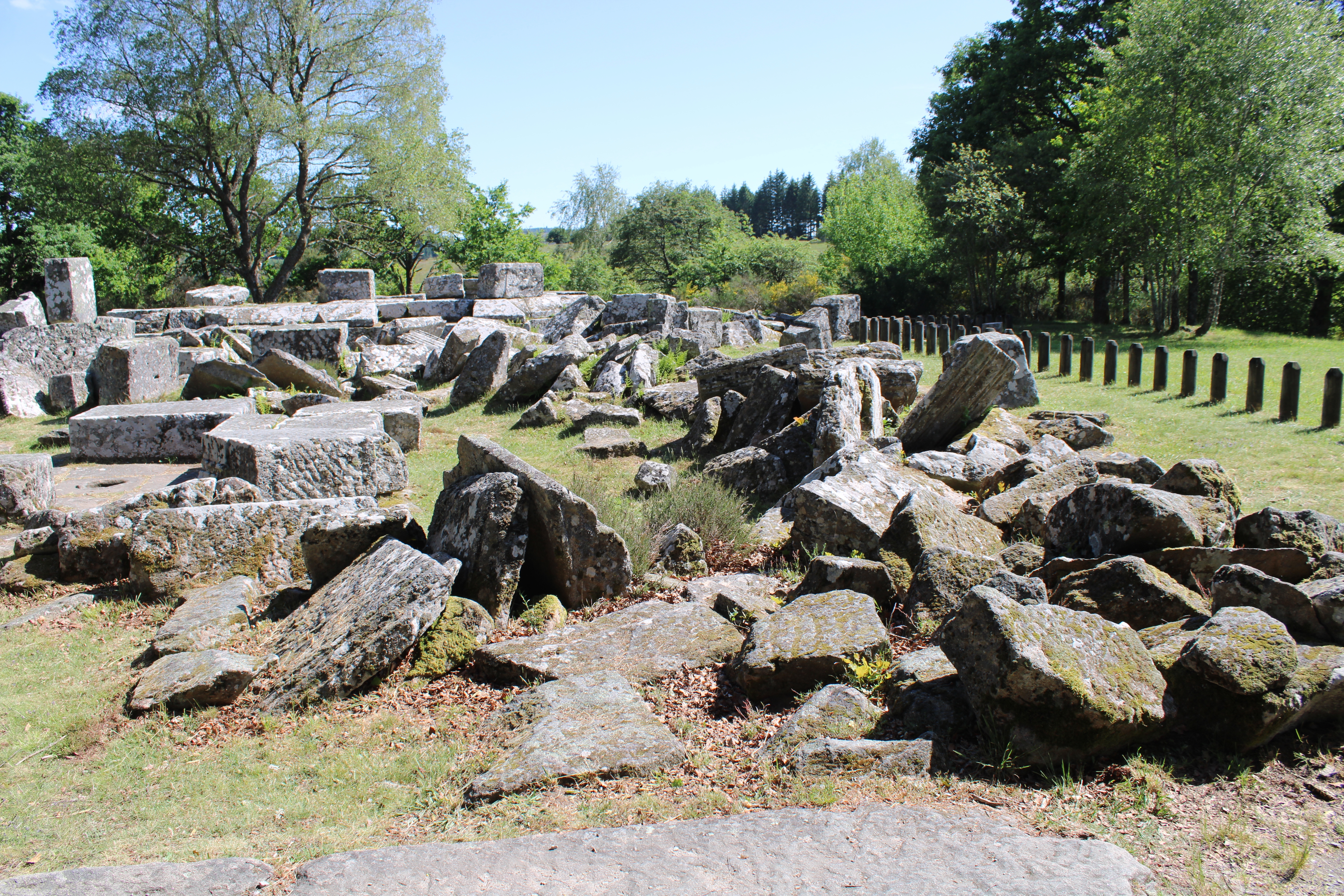
Site gallo-romain Des Car.s

## Héraldique
| Blason de Saint-Merd-les-Oussines | Les armes de Saint-Merd-les-Oussines se blasonnent ainsi : Écartelé : aux 1er et 4e d'or à l'arbousier de sinople, à la bordure denchée de gueules, aux 2e et 3e de gueules à la colombe d'argent fondante en barre, au chef d'or, sur le tout d'azur à trois molettes d'or, au bâton de gueules péri en bande. |

### Cartes
1. ↑  IGN, « Évolution comparée de l'occupation des sols de la commune sur cartes anciennes », sur remonterletemps.ign.fr (consulté le 2 juillet 2022).
2. ↑  « Cartographie interactive de l'exposition des sols au retrait-gonflement des argiles », sur infoterre.brgm.fr (consulté le 29 septembre 2024)